# Serhij Hołod
Serhij Ihnatowycz Hołod, ukr. Сергій Ігнатович Голод, ros. Сергей Игнатьевич Голод, Siergiej Ignatjewicz Gołod (ur. 1920, Ukraińska SRR, zm. ??, Ukraina) – ukraiński piłkarz, grający na pozycji bramkarza, trener piłkarski.

## Kariera piłkarska
W 1940 rozpoczął karierę piłkarską w drużynie Dynamo Dniepropetrowsk. Po zakończeniu II wojny światowej powrócił do Dniepropetrowska, gdzie został piłkarzem Stali Dniepropetrowsk (potem zmienił nazwę na Metałurh), w którym zakończył karierę piłkarza w roku 1953.

## Kariera trenerska
Karierę szkoleniowca rozpoczął po zakończeniu kariery piłkarza. W 1953 dołączył do sztabu szkoleniowego Metałurha Dniepropetrowsk, w którym pracował na stanowiskach asystenta i dyrektora technicznego klubu, a od września do końca 1954 stał na czele Metałurha. Od 1960 do 1962 prowadził Hirnyk Krzywy Róg (do 1961 nazywał się Awanhard), a w 1963 Dniproweć Dnieprodzierżyńsk.